# (210271) Samarkand
(210271) Samarkand est un astéroïde de la ceinture principale.

## Description
(210271) Samarkand est un astéroïde de la ceinture principale. Il fut découvert le 2 octobre 2007 à Maidanak par B. Khafizov et A. Sergeev. Il présente une orbite caractérisée par un demi-grand axe de 2,64 UA, une excentricité de 0,15 et une inclinaison de 3,0° par rapport à l'écliptique.

## Compléments